# Лі Кун Хі
Лі Кун Хі (кор. 이건희; 9 січня 1942 - 25 жовтня 2020) — південнокорейський підприємець, голова корпорації Samsung Group з 1987 по 2008 роки та у 2010 році. Йому приписують перетворення Samsung на найбільшого у світі виробника смартфонів, телевізорів та мікросхем. З 2007 по 2020 роки був найбагатшою людиною Південної Кореї. На момент смерті його статок становив 21 млрд доларів.

## Біографія
Лі Кун Хі народився 9 січня 1942 року в Тегу, під час японської окупації Кореї. Він був третім сином Лі Бьон Чхоля, засновника компанії Samsung, яка була в цей час експортером фруктів та сушеної риби. Він здобув ступінь економіста в Університеті Васеда в Японії. Далі навчався в магістратурі з бізнесу в Університеті Джорджа Вашингтона у Вашингтоні, але не отримав наукового ступеня.
Лі Кун Хі приєднався до Samsung Group в 1968 році. Після смерті батька в 1987 році він очолив концерн. У 1993 році Лі Кун Хі вирішив, що настав час для реформ. На той момент Samsung виробляв велику кількість неякісних товарів. Лі Кун Хі особисто відкликав партію з 150 тисяч неякісних гаджетів на суму близько $50 млн і спалив їх. З цього часу компанія взяла курс на якість продукції, а не на її кількість. Під керівництвом Лі Кун Хі компанія з невеликого виробництва зросла у велику міжнародну корпорацію - найуспішнішу з усіх південнокорейських чеболь (сімейних бізнес-імперій, домінуючих в економіці Кореї після Другої світової війни). Завдяки корпоративній політиці у Samsung виникло десятки дочірніх компаній, в тому числі один з провідних виробників смартфонів у світі Samsung Electronics. Крім того, Samsung виробляє мікросхеми, які в своїх розробках використовують інші технологічні компанії.
У 2008 році Лі Кун Хі довелося піти у відставку - суд засудив його до умовного ув'язнення за ухилення від сплати податків. У 2010 році вирок скасували, і Лі повернувся до управління компанією.
Лі лікувався від раку легенів наприкінці 1990-х років. У травні 2014 року Лі Кун Хі був госпіталізований через серцевий напад і впав у кому, в якій він перебував до своєї смерті. Він помер 25 жовтня 2020 року в Сеулі на 79-му році життя. У Лі залишилися вдова і троє дітей. Син Лі Чже Йон фактично керував компанією останні п'ять років.